# Eleocharis acuta
Eleocharis acuta är en halvgräsart som beskrevs av Robert Brown. Eleocharis acuta ingår i släktet småsäv, och familjen halvgräs. Inga underarter finns listade i Catalogue of Life.